# والتر هارتمان
والتر هارتمان (بالألمانية: Walter Hartmann)‏ هو ضابط وجندي ألماني، ولد في 23 يوليو 1891 في مولهايم أن در رور في ألمانيا، وتوفي في 11 مارس 1977 في هاملن في ألمانيا.